# 군자 분기점
군자 분기점(君子分岐點, Gunja Junction, 군자JC)은 경기도 시흥시 거모동에 설치된 영동고속도로와 평택시흥고속도로가 만나는 분기점이자 평택시흥고속도로의 종점이다. 2013년 3월 28일에 개통되었다.

## 연혁
- 2013년 3월 28일 : 평택시흥고속도로 개통과 함께 통행 개시[1]

## 구조
직결형 구조로 평택시흥고속도로에서 시흥 방향을 향해 오는 선이 그대로 영동고속도로 인천 방향으로 합류하는 구조이다. 따라서 평택시흥고속도로 시흥 방향에서 영동고속도로 강릉 방향으로의 진출과 영동고속도로 인천 방향에서 평택시흥고속도로 평택 방향으로의 진출은 불가능하므로 이 경우에는 평택시흥고속도로에서는 남안산 나들목을 이용하여, 성곡로를 통해 서안산 나들목으로 진입해야 하고, 영동고속도로에서는 서안산 나들목을 이용하여, 성곡로를 통해 남안산 나들목으로 진입해야 한다.

## 구조물 정보
- 위치 : 경기도 시흥시 거모동

## 접속하는 노선

### 인천・강릉방면
- 영동고속도로 (3번)

### 평택방면
- 평택시흥고속도로 (5번)